# Баягиз
Баягиз (каз. Байегіз) — село в Жаксынском районе Акмолинской области Казахстана. Входит в состав Кызылсайского сельского округа. Код КАТО — 115265200.

## Население
В 1999 году население села составляло 498 человек (236 мужчин и 262 женщины). По данным переписи 2009 года, в селе проживал 141 человек (68 мужчин и 73 женщины).